# Fred MacMurray

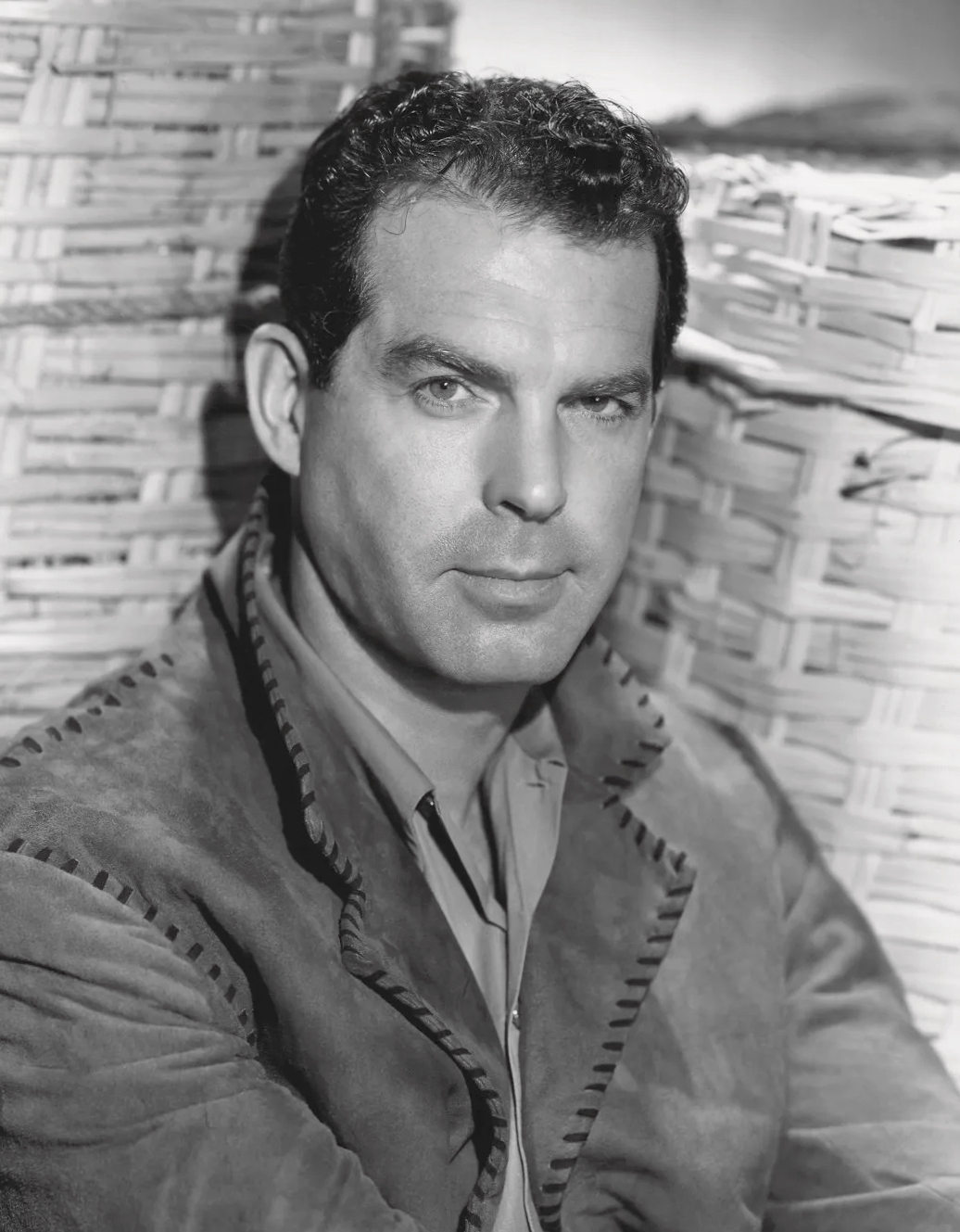
Fred MacMurray (1946)

Frederick „Fred“ Martin MacMurray (* 30. August 1908 in Kankakee, Illinois; † 5. November 1991 in Santa Monica, Kalifornien) war ein US-amerikanischer Schauspieler, der ab Mitte der 1930er-Jahre zu den Stars des klassischen Hollywood-Kinos zählte. Bekannt war er vor allem für Rollen im leichten Fach, etwa in Screwball-Komödien, später in Disney-Familienfilmen oder in der Fernseh-Sitcom Meine drei Söhne. In den Filmklassikern Frau ohne Gewissen und Das Appartement wurde er von Billy Wilder auch in düsteren Rollen erfolgreich eingesetzt.

## Leben
Fred MacMurray, der Sohn eines Konzertgeigers, spielte selbst eine Zeitlang Saxophon in verschiedenen Bigbands, unter anderem bei George Olsen. Ab 1930 übernahm er Rollen im Theater. Er schaffte es bis an den Broadway, wo er in dem Musical Roberta mitwirkte. 1934 unterschrieb er einen Vertrag bei Paramount Pictures. 1935 gelang ihm an der Seite von Claudette Colbert in Das Mädchen, das den Lord nicht wollte schnell der Durchbruch. Sein Talent für leichte Komödien machte ihn zum idealen Partner von Colbert. Bis 1949 waren beide in insgesamt sieben Filmen ein populäres Leinwandpaar, meist in romantischen Komödien. MacMurray spielte auch neben anderen Stars wie Irene Dunne, Carole Lombard und Marlene Dietrich. Seine gelegentlichen Ausflüge ins dramatische Fach wie in Maid of Salem, der MacMurray und Colbert als Kämpfer gegen den Hexenwahn der Puritaner in Salem zeigte, fielen indes an der Kinokasse durch. Mit Madeleine Carroll drehte er, beginnend mit Café Society, zwischen 1939 und 1942 insgesamt vier Filme unter der Regie von Edward H. Griffith.

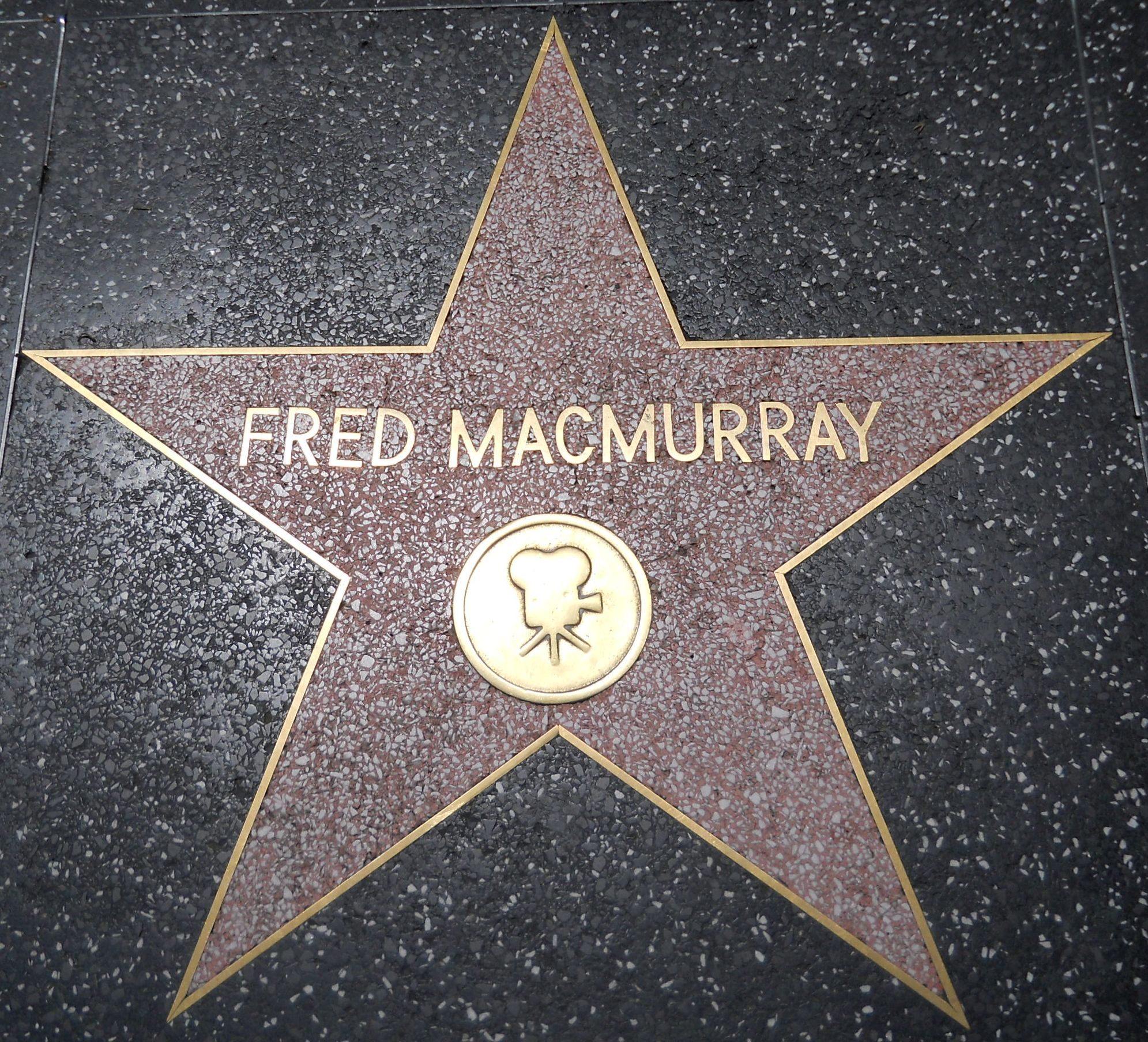
MacMurrays Stern auf dem Hollywood Walk of Fame

In den 1940er-Jahren diente MacMurrays Gesicht als reales Vorbild für den Superhelden Captain Marvel. Gegen Mitte der Dekade wechselte der populäre Darsteller zunehmend in gehaltvollere Rollen. Gegen sein gewohntes Leinwandimage besetzt, gelang ihm 1944 an der Seite von Barbara Stanwyck unter der Regie von Billy Wilder in dem Film-Noir-Klassiker Frau ohne Gewissen eine überzeugende dramatische Darstellung. In der Rolle eines Versicherungsagenten spielte er einen Durchschnittsbürger, der aus Liebe zu einer rücksichtslosen Frau zum Mörder wird. Allerdings blieb er auch nach Frau ohne Gewissen weiterhin vor allem dem Komödien- und Familiengenre verpflichtet. Mit seiner Darstellung eines zur Meuterei aufrufenden, aber im entscheidenden Moment feigen Schriftstellers in dem Kriegsdrama Die Caine war ihr Schicksal (1954) schaffte er an der Seite von Humphrey Bogart den Sprung ins Charakterfach.
Nach einigen Western und Billy Wilders Tragikomödie Das Appartement (1960), in der er als treuloser Personalchef Shirley MacLaine und Jack Lemmon Unglück bringt, war MacMurray in einer Reihe von familienfreundlichen Produktionen zu sehen. Im amerikanischen Fernsehen hatte er zwischen 1960 und 1972 großen Erfolg als alleinerziehender Vater in der Familienserie Meine drei Söhne, von der insgesamt 380 Folgen gedreht wurden. Parallel dazu drehte er in den 1960er-Jahren für die Walt Disney Studios einige Komödienerfolge wie Der fliegende Pauker und dessen Fortsetzung Der Pauker kann’s nicht lassen. In Der glücklichste Millionär war MacMurray 1967 neben Tommy Steele und Greer Garson in einer seiner wenigen Musical-Rollen zu sehen. 

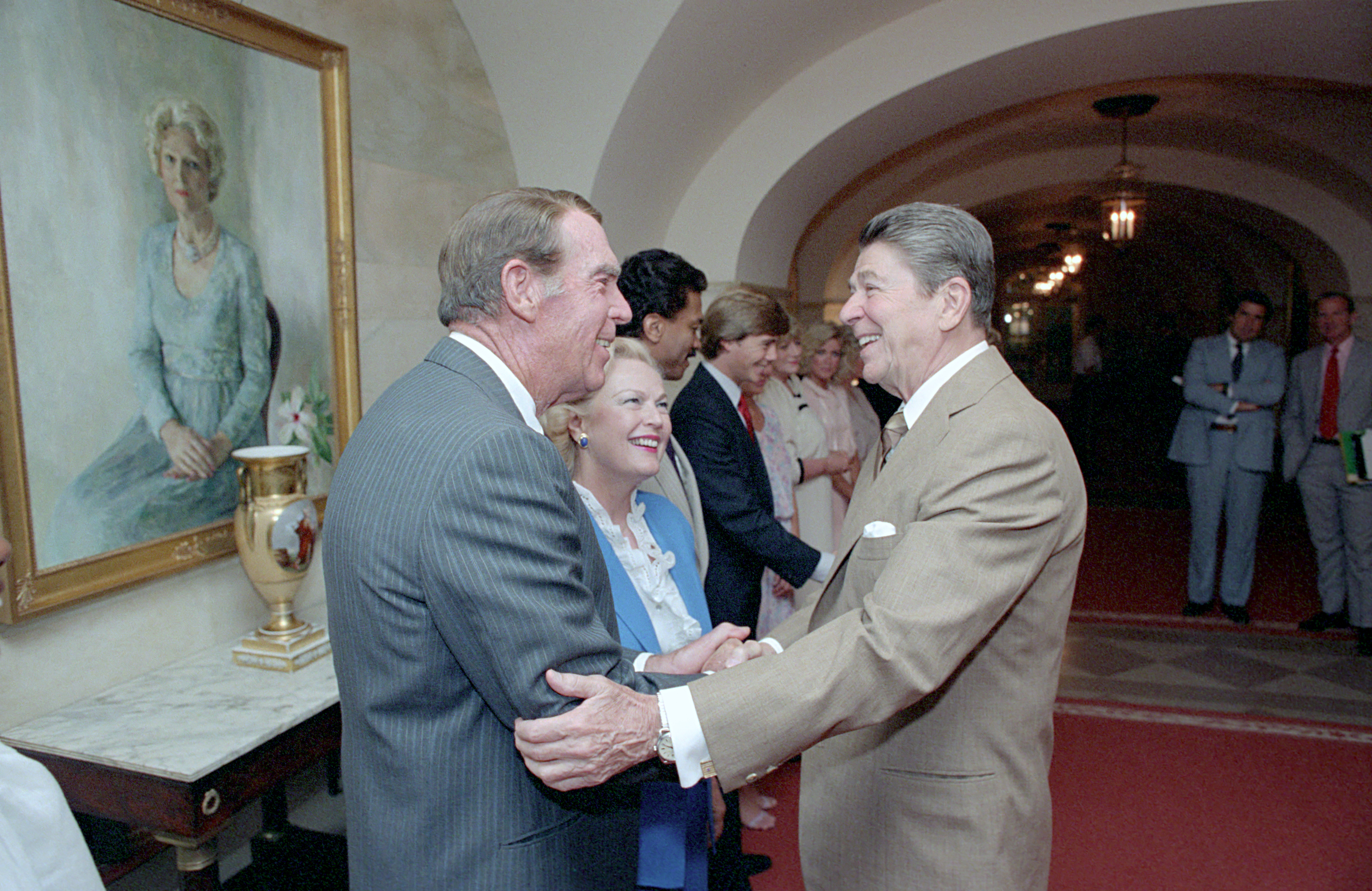
MacMurray (links) mit June Haver und Präsident Ronald Reagan (1984)

Nachdem er rund 30 Jahre als Leading Man in Hollywood erfolgreich gewesen war, ließ MacMurray seine Schauspielkarriere in den 1970er-Jahren langsam ausklingen. Seine letzte Rolle spielte er in dem starbesetzten, aber von Kritikern zerrissenen Katastrophenfilm Der tödliche Schwarm. 1987 wurde Fred MacMurray zur „Disney-Legende“ erklärt. Er war der erste lebende Künstler, dem diese Ehre zuteilwurde.
Fred MacMurray war zweimal verheiratet: 1936 ehelichte er Lillian Lamont, mit der in den 1940er-Jahren zwei Kinder adoptierte. Nachdem Lamont im Jahr 1953 an einer Krebserkrankung gestorben war, heiratete er seine Schauspielkollegin June Haver. Sie blieben bis zu MacMurrays Tod verheiratet und adoptierten zwei weitere Kinder. Er erlag am 5. November 1991 im Alter von 83 Jahren in Santa Monica einer Lungenentzündung, die als Komplikation zu einer seit längerem bestehenden Krebserkrankung aufgetreten war. Er wurde auf dem Holy Cross Cemetery in Culver City begraben, wo auch seine zweite Frau June nach ihrem Tod im Jahr 2005 beerdigt wurde.

## Filmografie (Auswahl)
- 1935: Das Mädchen, das den Lord nicht wollte (The Gilded Lily)
- 1935: Polizeiauto 99 (Car 99)
- 1935: Alice Adams
- 1935: Liebe im Handumdrehen (Hands Across the Table)
- 1935: Frauen – Launen (The Bride Comes Home)
- 1936: Kampf in den Bergen (The Trail of the Lonesome Pine)
- 1936: Eine Prinzessin für Amerika (The Princess Comes Along)
- 1936: Texas Rangers
- 1937: Champagne Waltz
- 1937: Im Kreuzverhör (Maid of Salem)
- 1937: Swing High, Swing Low
- 1937: Exklusiv (Exclusive)
- 1937: Ein Mordsschwindel (True Confession)
- 1938: Cocoanut Grove
- 1938: Men with Wings
- 1938: Sing, You Sinners
- 1939: Café Society
- 1939: Invitation to Happiness
- 1939: Honeymoon in Bali
- 1940: Die unvergessliche Weihnachtsnacht (Remember the Night)
- 1940: Little Old New York
- 1940: Ein Ehemann zuviel (Too Many Husbands)
- 1941: Virginia
- 1941: Dive Bomber
- 1942: Fräulein Mama (The Lady Is Willing)
- 1942: Liebling, zum Diktat (Take a Letter, Darling)
- 1942: The Forest Rangers
- 1942: Star Spangled Rhythm
- 1943: Flight for Freedom
- 1943: Keine Zeit für Liebe (No Time for Love)
- 1943: Gefährliche Flitterwochen (Above Suspicion)
- 1944: Stehplatz im Bett (Standing Room Only)
- 1944: Frau ohne Gewissen (Double Indemnity)
- 1944: Sturzflug ins Glück (Practically Yours)
- 1945: Where Do We Go from Here?
- 1945: Die tollkühnen Abenteuer des Captain Eddie (Captain Eddie)
- 1945: Pardon My Past
- 1946: Smoky, König der Prärie (Smoky)
- 1947: Die widerspenstige Gattin (Suddenly It’s Spring)
- 1947: Das Ei und ich (The Egg and I)
- 1947: Singapur (Singapore)
- 1948: Die Glocken von Coaltown (The Miracle of the Bells)
- 1948: Der Pantoffelheld (An Innocent Affair)
- 1948: Fünf auf Hochzeitsreise (Family Honeymoon)
- 1949: Father Was a Fullback
- 1950: Never a Dull Moment
- 1950: Tijuana Connection (Borderline)
- 1951: A Millionaire for Christy
- 1951: Der Cowboy, den es zweimal gab (Callaway Went Thataway)
- 1953: Der Rebell von Java (Fair Wind to Java)
- 1954: Die Caine war ihr Schicksal (The Caine Mutiny)
- 1954: Schachmatt (Pushover)
- 1954: Die Welt gehört der Frau (Woman’s World)
- 1955: Am fernen Horizont (The Far Horizons)
- 1955: Der große Regen (The Rains of Ranchipur)
- 1955: In Acht und Bann (At Gunpoint)
- 1956: Es gibt immer ein Morgen (There’s Always Tomorrow)
- 1956: Schieß oder stirb (Gun for a Coward)
- 1957: Quantez, die tote Stadt (Quantez)
- 1958: Die letzte Kugel (The Day Of The Bad Man)
- 1959: Der Henker wartet schon (Good Day for a Hanging)
- 1959: Der unheimliche Zotti (The Shaggy Dog)
- 1959: Auf heißer Fährte (Face of a Fugitive)
- 1959: Mit Büchse und Colt (The Oregon Trail)
- 1960: Das Appartement (The Apartment)
- 1960–1972: Meine drei Söhne (My Three Sons) (Fernsehserie, 380 Folgen)
- 1961: Der fliegende Pauker (The Absent Minded Professor)
- 1962: Champagner in Paris (Bon Voyage!)
- 1962: Der Pauker kann’s nicht lassen (Son of Flubber)
- 1964: Prinzgemahl im Weißen Haus (Kisses for My President)
- 1966: Vierzig Draufgänger (Follow Me, Boys!)
- 1967: Der glücklichste Millionär (The Happiest Millionaire)
- 1973: Charley und der Engel (Charley and the Angel)
- 1974: The Chadwick Family (Fernsehfilm)
- 1975: Vermißt im Bermuda-Dreieck (Beyond the Bermuda Triangle) (Fernsehfilm)
- 1978: Der tödliche Schwarm (The Swarm)

## Auszeichnungen
- 1960: Stern auf dem Hollywood Walk of Fame für seine Filmarbeit (6421 Hollywood Blvd.)
- 1961: Nominierung für den Laurel Award in der Kategorie Bester Hauptdarsteller in einer Komödie für Der fliegende Pauker
- 1962: Nominierung für den Golden Globe in der Kategorie Bester Hauptdarsteller – Komödie oder Musical für Der fliegende Pauker
- 1986: Golden Boot Award für sein Lebenswerk
- 1987: Disney Legend
- 2003: TV Land Award in der Kategorie Bester Fernseh-Vater für My Three Sons (postum)